# Pseudapophylia
Pseudapophylia là một chi bọ cánh cứng trong họ Chrysomelidae.
Chi này được miêu tả khoa học năm 1903 bởi Jacoby.

## Các loài
Chi này gồm các loài:
- Pseudapophylia smaragdipennis (Jacoby, 1888)